# 2022年冬季残疾人奥林匹克运动会意大利代表团
2022年冬季残疾人奥林匹克运动会意大利代表团是意大利所派出的2022年3月4日至3月13日举办的2022年冬季残疾人奥林匹克运动会代表团。这是该国第十二次参加冬残奥会。
作为下届比赛的主办国，意大利代表团在开幕式时被排在倒数第二位入场，该国在该届比赛闭幕式通过2分钟视频宣传下届冬残奥会。